# Оди Мърфи
Оди Лиън Мърфи (на английски: Audie Leon Murphy) е американски офицер и актьор.

## Биография
Той е роден на 20 юни 1925 година в Кингстън, Тексас, в селско семейство от ирландски произход. През 1942 година се записва в армията и участва във Втората световна война в Северна Африка и Западна Европа, достигайки до чин лейтенант. Той става един от най-награждаваните американски войници, получавайки всички американски бойни отличия, както и няколко френски и белгийски. След войната служи в националната гвардия на Тексас и се уволнява през 1966 година като майор. Същевременно се снима в няколко десетки филми за киното и телевизията, главно уестърни.
Оди Мърфи умира при самолетна катастрофа на 28 май 1971 година при Катоуба.

## Избрана филмография
| Година | Филм           | Оригинално заглавие  | Роля        | Режисьор    |
| ------ | -------------- | -------------------- | ----------- | ----------- |
| 1958   | Пътят на обира | Ride a Crooked Trail | Джо (Мейби) | Джеси Хибс  |
| 1960   | Непростената   | The Unforgiven       | Кеш Закари  | Джон Хюстън |